# Episodi di Casualty (terza stagione)
La terza stagione della serie televisiva Casualty è stata trasmessa in anteprima nel Regno Unito da BBC One tra il 9 settembre 1988 e il 4 novembre 1988.
| nº | Titolo originale    | Titolo italiano | Prima TV UK       | Prima TV Italia |
| -- | ------------------- | --------------- | ----------------- | --------------- |
| 1  | Welcome to Casualty |                 | 9 settembre 1988  |                 |
| 2  | Desperate Odds      |                 | 16 settembre 1988 |                 |
| 3  | Drake's Drum        |                 | 23 settembre 1988 |                 |
| 4  | Absolution          |                 | 30 settembre 1988 |                 |
| 5  | Burn-Out            |                 | 7 ottobre 1988    |                 |
| 6  | A Quiet Night       |                 | 14 ottobre 1988   |                 |
| 7  | A Wing and a Prayer |                 | 19 ottobre 1988   |                 |
| 8  | Living Memories     |                 | 21 ottobre 1988   |                 |
| 9  | Inferno             |                 | 28 ottobre 1988   |                 |
| 10 | Caring              |                 | 4 novembre 1988   |                 |